# Шестаков, Кирилл Сергеевич
Кирилл Сергеевич Шестаков (19 июня 1985, Ставрополь, СССР) — российский и казахстанский футболист, полузащитник.

## Биография
Сын футболиста и тренера Сергея Шестакова. Профессиональную карьеру начал в командах второго дивизиона, которые тренировал отец — «Носта» Новотроицк (2003—2004) и «Жемчужина» Будённовск (2004). Первую половину сезона-2005 провёл в команде второго дивизиона «Псков-2000», затем перешёл в клуб чемпионата Казахстана «Алма-Ата». Летом 2007 вернулся в Россию, сезон закончил в клубе первого дивизиона «Содовик» Стерлитамак. Следующие два сезона отыграл во втором дивизионе за «Зеленоград» (2008) и «Ставрополь» (2009). На Кубке чемпионов Содружества 2010 провёл одну игру за армянский «Пюник». С 2010 года выступал в Казахстане за «Восток» Усть-Каменогорск (2010), «Кайрат» Алма-Ата (2011—2013), Кайсар (2014—2015). С 2016 года — в ФК «Актобе».

## Достижения
«Алма-Ата»
- Обладатель Кубка Казахстана: 2006